# Stazione di Prato Centrale
La stazione di Prato Centrale è il principale scalo ferroviario a servizio dell'omonima città; si trova alla confluenza delle linee Bologna-Firenze (DD) e Maria Antonia.

## Storia

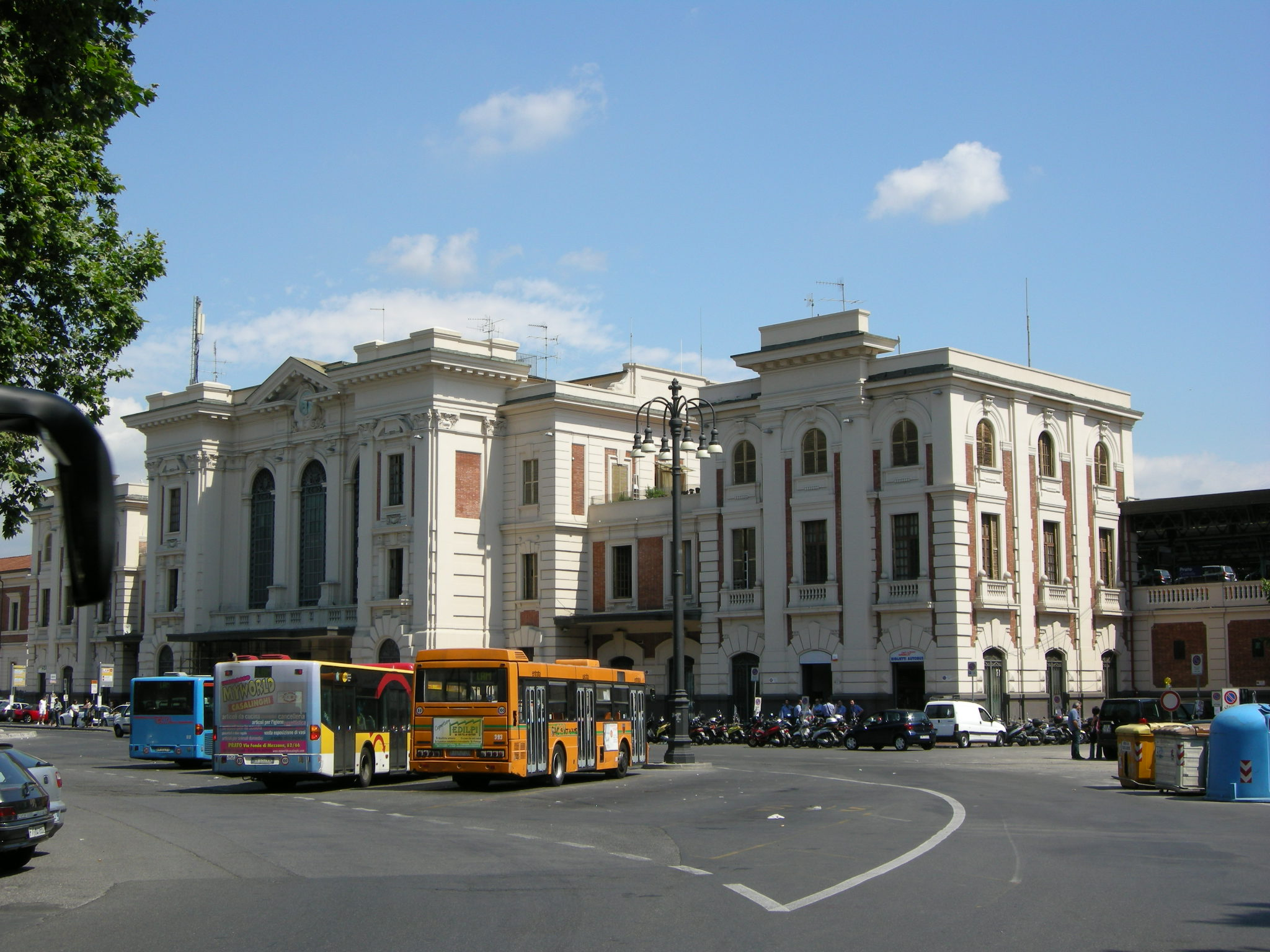
Esterno

La legge per la creazione della linea Direttissima Bologna-Firenze aveva portato alla ribalta pratese l'esigenza della dotazione di un nuovo scalo ferroviario, anche se già dal maggio 1907 al novembre 1910 erano stati eseguiti lavori di ampliamento alla vecchia stazione (l'odierna Porta al Serraglio a pochi passi da piazza del Duomo).

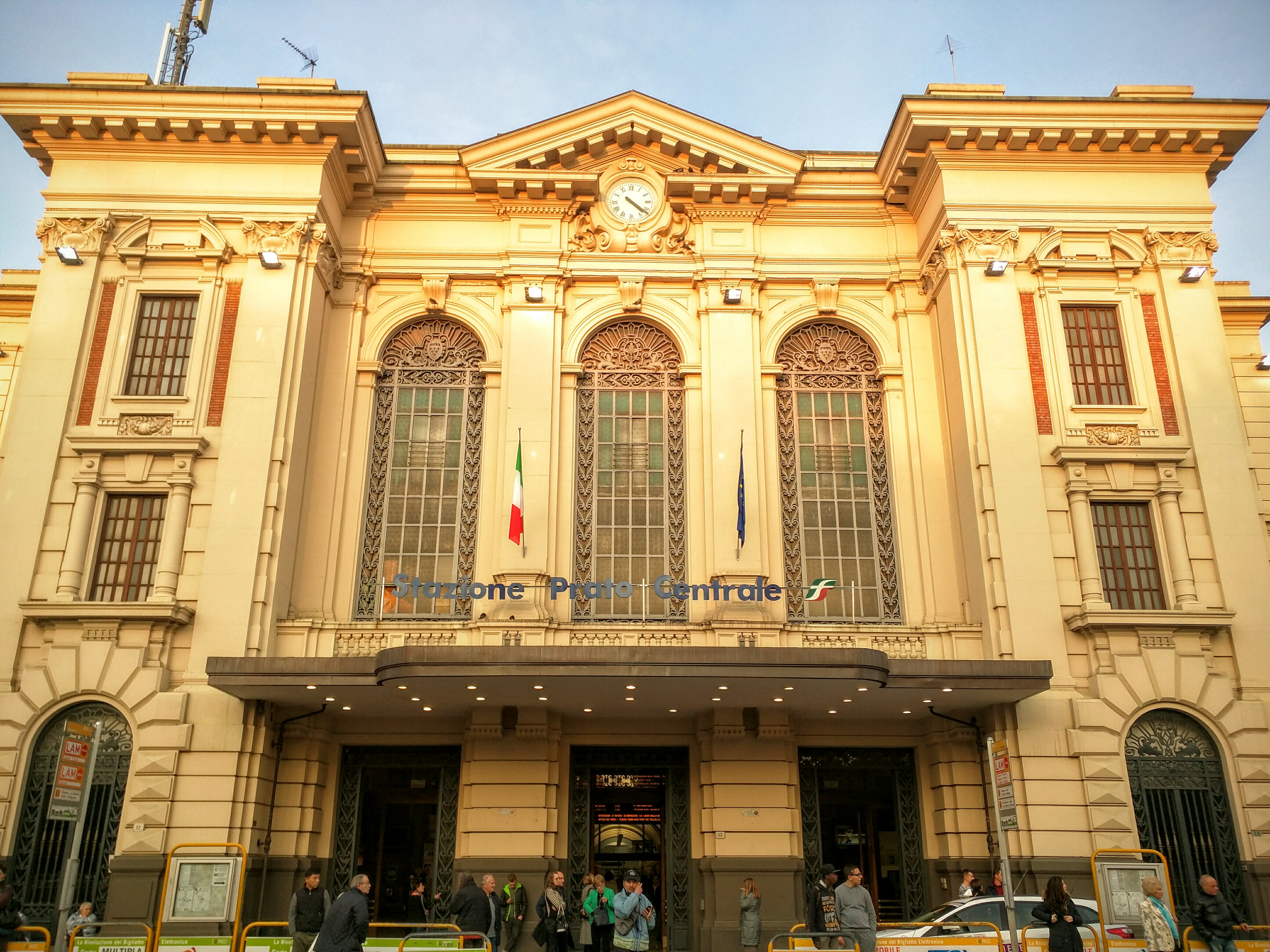
Stazione di Prato

Nel gennaio 1915 la direzione delle Ferrovie comunicava al Comune la planimetria della nuova stazione, localizzata in prossimità di via Firenze, mentre dall'ottobre 1916 si cominciava a pensare all'esproprio di fabbricati in piazza San Marco e di terreni fuori Porta Fiorentina per l'eventuale costruzione della strada di allacciamento da piazza delle Carceri al nuovo scalo.
La posa della prima pietra della stazione ferroviaria si ebbe il 12 giugno 1921, alla presenza del ministro dei Lavori Pubblici Peano.
Il progetto di costruzione, a firma F. Fioretti, assimilava la stazione ad un fortilizio neo-medievale con archi a sesto acuto, bifore, torretta centrale e coronamenti merlati. La realizzazione, conclusa nell'aprile 1934 con una cerimonia inaugurale svoltasi alla presenza del Re e del ministro Di Crollalanza, si rifaceva tuttavia, per quanto riguarda il fabbricato viaggiatori, ad un secondo progetto, inviato dal ministero dei Lavori Pubblici e firmato De Margheriti, giudicato più attuale e quindi preferito al progetto Fioretti preparato per la cerimonia della prima pietra.
Il progetto del professor De Margheriti appariva "moderno" unicamente" per il tema delle tre grandi vetrate aperte nel corpo centrale di fabbrica", ma non vi mancavano i consueti richiami storicistici del bugnato, dell'ordine gigante delle paraste, degli archi, dei frontoni, ecc.
Una volta scelto il progetto si raccomandò di ornare il settore mediano dell'edificio con un fregio decorativo in modo da interrompere la linearità della cornice di coronamento e di provvedere alla costruzione di pensiline. Tuttavia, a nessuno degli intellettuali locali "passava per la mente di valutare la distanza, in anni-luce, che correva tra il pasticcio stilistico della stazione della Direttissima e l'architettura della costruenda stazione di Firenze". Il risultato fu quindi quello di un voluminoso edificio sorto a rappresentare, per il viaggiatore che scendeva dal treno, "la nuova, sovradimensionata e retorica porta della città".
Danneggiato durante la guerra, l'edificio fu ricostruito nel 1947.
La stazione di Prato assunse la nuova denominazione di Prato Centrale il 16 giugno 2002.

## Architettura

### Fronte esterno

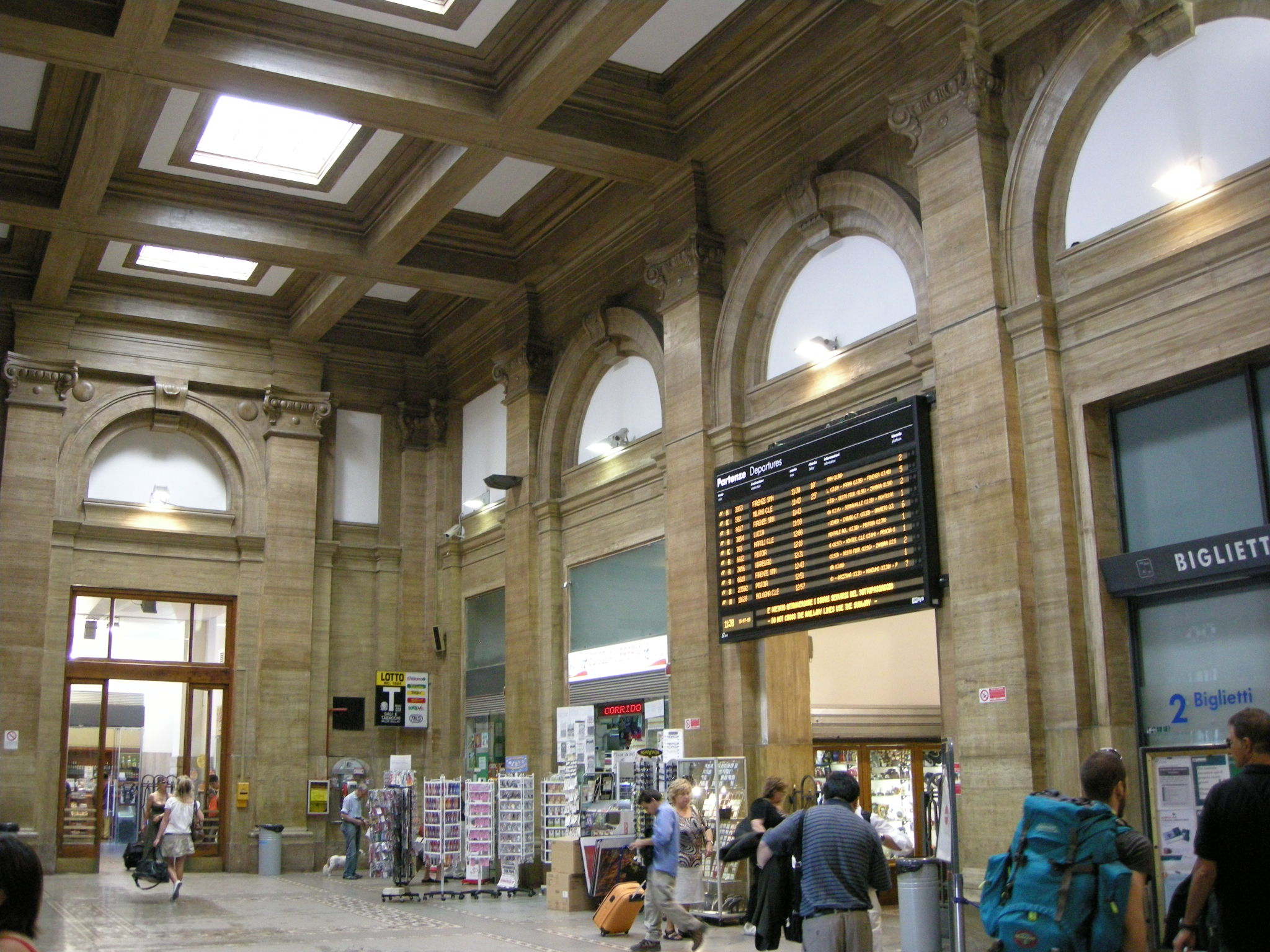
Atrio interno della stazione

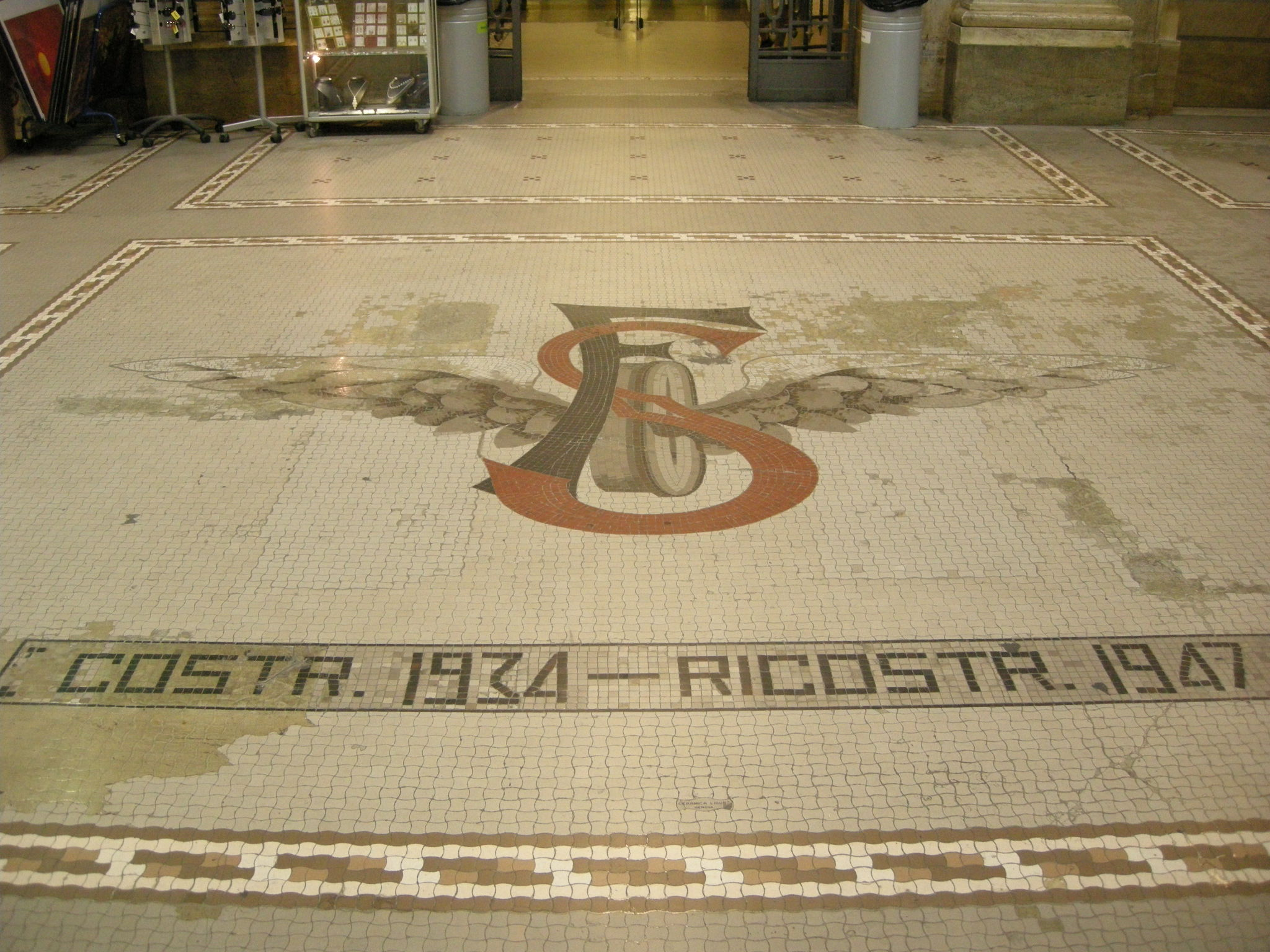
Il mosaico sul pavimento

Il complesso della stazione costituisce il fondale della piazza antistante, chiusa ai lati da una cortina omogenea di fabbricati di abitazione che ripetono nel trattamento delle facciate l'alternanza intonaco beige-spechiature in laterizio del fabbricato viaggiatori. Sul davanti la piazza è destinata a parcheggio oltre il quale sono sistemati i giardini pubblici.
Si articola in un corpo di fabbrica centrale - il fabbricato viaggiatori - e due ali collegati da due fabbricati intermedi meno sviluppati in altezza, destinati in parte a servizi ed uffici ferroviari ed in parte ad abitazioni.
Il fabbricato viaggiatori si sviluppa su tre piani fuori terra ed adotta un retorico linguaggio di marca storicista, coniugando stilemi desunti dal repertorio classicista con elementi legati ad un certo funzionalismo proprio delle "nuove tipologie" di ottocentesca memoria, come le tre grandi vetrate centrali a tutta altezza.
Il fronte presenta un ampio settore mediano inquadrato da due avancorpi e concluso da altri due prolungamenti arretrati. Il settore centrale è a sua volta tripartito da due paraste giganti impostate sopra l'alto basamento in finto bugnato del pian terreno. Vi si aprono tre portali d'accesso architravati, chiusi da cancellate in ferro lavorato sovrastati da una pensilina.
L'ordine gigante superiore è caratterizzato dalla presenza delle tre alte vetrate concluse ad arco, dotate di infissi metallici decorati. Su ciascuno dei due avancorpi si ripete la zoccolatura a finto bugnato del pian terreno, dove si apre un accesso archivoltato e incorniciato con bozze a punta di diamante, sovrastato da due finestre in successione verticale, di cui quella del primo piano affiancata da mezze colonne e quella superiore incorniciata e coronata da un timpano circolare spezzato.
La specchiatura in laterizio a vista compresa tra le paraste e l'incorniciatura della finestra del secondo piano introduce una nota coloristica nel colore chiaro uniforme della muratura intonacata.
Tutti i temi di facciata sono raccordati superiormente da un'alta trabeazione il cui cornicione in aggetto sostenuto da mensoloni si modella in corrispondenza dell'asse mediano in un timpano triangolare al centro del quale è racchiuso l'orologio.
Una balaustra compatta conclude lo sviluppo verticale del fabbricato.

### Interno
All'interno, dopo uno stretto vestibolo, ci si immette tramite tre vetrate con infissi in legno nel salone biglietteria. A pianta rettangolare, interamente rivestito in travertino, il salone è scandito sui lati lunghi da sei paraste giganti con capitelli ionici e un ordine minore all'interno che inquadra le aperture destinate a sportelli per la biglietteria e a servizi commerciali.
Sui capitelli dell'ordine minore si impostano gli arconi superiormente ai quali, sostenuta delle paraste, corre la fascia di trabeazione fortemente modanata, sulla quale poggiano le travi che costituiscono l'orditura del soffitto.
La pavimentazione a mosaico disegna dei grandi riquadri di cui quello centrale decorato dal simbolo FS con le date 1934 di costruzione e 1947 di ricostruzione dell'edificio.
Il fornice aperto al centro del lato lungo opposto a quello di entrata immette nella galleria archivoltata di collegamento con i binari.
Sulla testata di sinistra si collegano invece il secondo passaggio ai binari e l'accesso al bar-buffet. Più nulla è rimasto degli arredi interni originali.

## Strutture e impianti

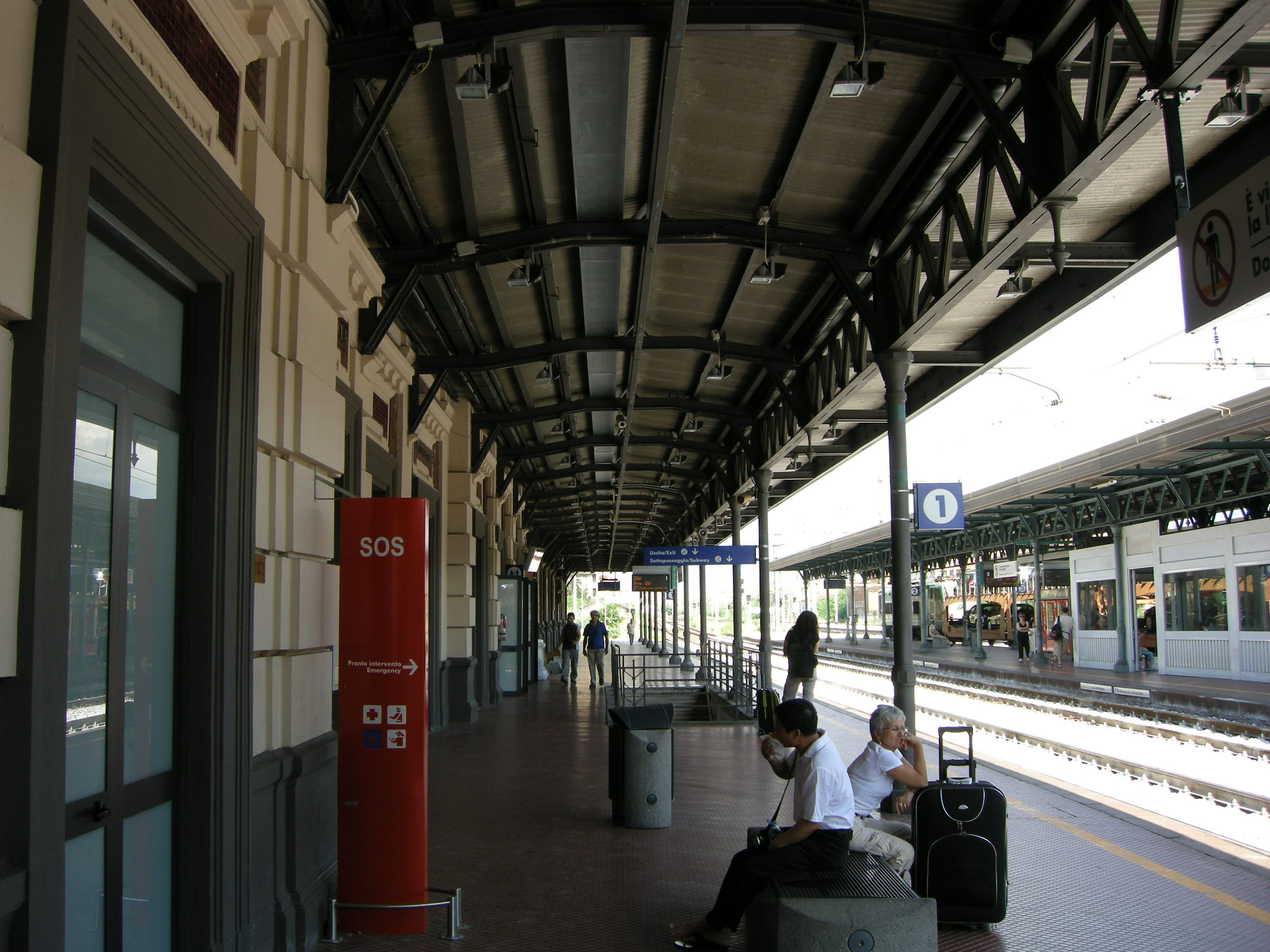
Un binario

La stazione dispone di 7 binari passanti, tutti con banchina, pensilina, sottopassaggi e ascensori.
Al primo binario fermano i treni per Pistoia, Lucca e Viareggio. Al secondo binario fermano i treni provenienti da Pistoia, Lucca, Viareggio e diretti a Firenze. Al binario tre fermano i treni per Bologna, Montevarchi e Arezzo. Al quarto i treni per Firenze che provengono da Bologna, mentre il 5 e il 6° sono binari dedicati per la linea direttissima, sia verso Bologna sia verso Firenze. Il 7º binario è dedicato treni che fanno capolinea a Prato centrale da e per Bologna o per precedenze.
La stazione dispone anche di un importante scalo merci, collegato all’adiacente Interporto della Toscana Centrale.

## Movimento
L'impianto, che registra 4.800 passeggeri al giorno, è servito da treni regionali operati dalle società Trenitalia e Trenitalia Tper nell'ambito dei vari contratti di servizio stipulati con la Regione Toscana e la Regione Emilia-Romagna.
È altresì servita da Treni Nazionali a lunga percorrenza (Intercity e Intercity Notte) operati dalla società Trenitalia; la stazione inoltre è da tempo al centro di dibattiti da parte dell’opinione pubblica e gli enti locali a causa della sua esclusione da parte dei collegamenti ad Alta Velocità, situazione dovuta anche a causa del bypass della città da parte di quest’ultimi treni che invece percorrono la nuova linea passante per il Mugello e anche dalla vicinanza agli hub di Firenze S. M. Novella e Bologna Centrale.

## Servizi

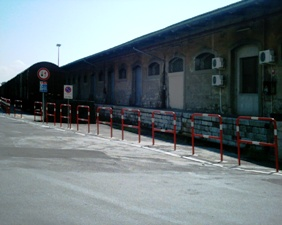
Scalo merci

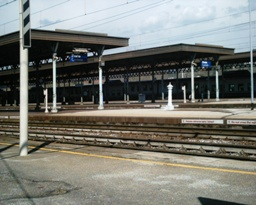
Pensiline dal 2º al 1º binario

La stazione è classificata da RFI nella categoria "gold" e dispone di:
- Biglietteria
- Bar
- Servizi igienici
- Sala di attesa